# 朴晟佑
朴 晟佑（パク ソンウ、박성우、1972年7月7日 - ）は、韓国人の男性漫画家。他にwoozというペンネームも使用している。既婚者で子持ち。
過去に出版社倒産の影響で『八龍神伝説PLUS』の原稿を紛失した経験から、現在は原稿はすべてパソコンで描いており、紙やペン、インクなどは一切使用していない。

## 略歴
1993年、ソウル文化社・IQジャンプ『八龍神伝説』でデビュー。

## 漫画作品

### 韓国
- 八龍神伝説（全6巻）
  - 八龍神伝説CLASSIC（全6巻） - 『八龍神伝説』の加筆修正版。
- 八龍神伝説PLUS（現在18巻 未完）（原作：オレパルグム）
- 天狼熱戦（全13巻）
  - 天狼熱戦 愛蔵版（全10巻）
- 儺雨 NOW（全25巻）・完結後に執筆された外伝は単行本未収録。
- CYBER DOLL（全1巻 未完）（原作：オレパルグム）
- ペイガンズ pagans（全8巻）（原作：オレパルグム）
- ZERO-流れの円 （全1巻）（原作：林達永〈イム・ダリョン〉） - 韓国のゲームソフトのコミカライズ。
- ZERO-始まりの館（始まりの冒険者たち）（全10巻）（原作：林達永〈イム・ダリョン〉） - 同名ゲームの前日談。
- 黒神 Black God（原作：林達永〈イム・ダリョン〉、脚本協力：川美我〈チョン・ミア〉）
- マビノギ お母さんの詩を求めて（原作：オレパルグム） - MMORPG『マビノギ』を元にした漫画。

### 日本
- ドラゴンロード - 『八龍神伝説』の日本語版。大海社・刊、1巻のみ。絶版。
- CYBER DOLL - WEBコミック。韓国のWEBコミックサイト『コミックス・トゥディ』上で連載され、日本語訳でも公開されていた。現在はサイト閉鎖。
- 黒神[1]（原作：林達永、『ヤングガンガン』〈スクウェア・エニックス〉2004年12月3日創刊号 - 2012年13号、全19巻）
- 掌編漫画「陽光コンサート」（読切、『コミックファウスト』、講談社、2006年6月） - 初出は韓国版ファウストVol.1
- メテオエンブレム（『月刊少年ガンガン』〈スクウェア・エニックス〉2008年7月号 - 2009年5月号、全2巻）
- アニマ・カル・リブス（『ウルトラジャンプ』〈集英社〉2008年12月号 - 2012年2月号、全4巻）
- ZERO-始まりの章- - 原作：林達永、『ZERO 始まりの館』の日本語版。キルタイムコミュニケーション刊。既刊7巻。刊行休止中。
- ナウ - 『儺雨-NOW-』の日本語版。新紀元社刊。既刊8巻、刊行休止中。
- 主のキゲン（原作：木原浩勝、読切、『月刊ビッグガンガン』〈スクウェア・エニックス〉2013年Vol.02）
- スペース☆ダンディ（朴晟佑+REDICE名義、原作：BONES、構成：原田雅史、『ヤングガンガン』〈スクウェア・エニックス〉2014年1号 - 19号、全2巻）
- 終極のWAVERS（原作：崔海雄、『月刊ヒーローズ』〈小学館クリエイティブ〉2014年9月号 - 2015年4月号、全2巻）
- カッサンドラ〜運命の美しき女たち〜（wooz名義、原作：RIZI、『comico』（NHN comico）2016年 - 連載中）

## 関連作品

### 韓国
- deja-vu（原作：尹仁完〈ユン・インワン〉） - アンソロジー。1編に参加。
- So Simple - 多くの漫画家参加の作品。1編に参加。
- 八龍神伝説 - 開発：MIPSSOFT、発売元：KAMAENTERTAINMENT、ロールプレイングゲーム 。
- 八龍神伝説 沈黙のレブロス - 開発：MIPSSOFT、発売元：KAMAENTERTAINMENT、対戦格闘ゲーム。
- 天狼熱戦 - GRIGON ENTERTAINMENTロールプレイングゲーム。

### 日本
- 黒の図書館（開発ブランド：ふぉ〜ちゅん♪〈シーディーブロス、高屋敷開発〉）：原画（非公開） - Windows用18禁ゲームソフト。山田一シナリオ監修。